# Camp de la route de Limoges
Le camp de la route de Limoges, aussi connu sous le nom de camp de Poitiers, est situé sur le territoire de la commune de Poitiers, dans le département de la Vienne. Initialement créé en 1939 pour accueillir des réfugiés espagnols, il devient pendant la Seconde Guerre mondiale, un camp d'internement français, étape sur la route des camps de la mort pour près de 2 000 Juifs et plus d'une centaine de Tziganes,.
Voir aussi : Porajmos

## Histoire
Le camp est construit en 1939 pour accueillir les réfugiés espagnols qui sont 800 dès février 1939. Le camp se vide lors de l'invasion allemande en 1940. En décembre 1940, plus de 500 Tziganes français et des étrangers y sont internés dans des conditions inhumaines dues au sol argileux et transformé en bourbier, à l'absence de chauffage, à la nourriture insuffisante et mauvaise et à l'absence des éléments de ménages les plus élémentaires. Puis, à partir du 15 juillet 1941, des Juifs, 151 adultes et 158 enfants les rejoignent. Les baraques des Tziganes et des Juifs sont séparées par une clôture, ce qui n'empêche pas l’entraide entre les deux populations. En décembre 1941, on compte 801 internés : 27 Espagnols, 452 nomades et 322 israélites s’entassant dans 15 baraques de 50 mètres sur 6 mètres. En juin 1942, les étoiles jaunes sont distribués dans le camp.
À partir du 10 septembre 1942, le camp devient une annexe de la prison de la Pierre levée de Poitiers. Des condamnés de droit commun y sont transférés puis à partir de janvier 1943, des femmes résistantes politiques poitevines.
Finalement, 2500 à 2900 internés ont séjourné au camp de la fin 1939 au mois d’août 1944 répartis ainsi : 1800 à 1900 Juifs, 500 à 600 nomades, 200 à 300 politiques (statut "politique" étant également attribué abusivement aux tsiganes depuis le décret-loi du président Lebrun le 6 avril 1940, cf.Porajmos).auxquels s’ajoutent quelques dizaines d’Espagnols et autres victimes de l’arbitraire. Les Juifs sont ensuite déportés vers les camps de la mort. Quant aux Tziganes, plus d'une centaine d’entre eux meurent dans les camps de Buchenwald et Sachsenhausen. Ceux qui n’ont pas été déportés en Allemagne (304 personnes) sont transférés au camp de Montreuil-Bellay le 29 décembre 1943.
Ces chiffres montrent qu'en Poitou-Charentes-Vendée, environ 2 000 juifs sur 2481 ont été déportés soit 80 % des Juifs de cette région, cela à cause de la collaboration entre l’administration de Vichy, particulièrement celle du préfet Louis Bourgain et les autorités allemandes présentes à Poitiers. Il ne semble pas qu'un Allemand soit jamais entré dans le camp entièrement surveillé par des gardiens et gendarmes français.
Toutefois, les internés ont pu obtenir le soutien du préfet délégué Robert Holveck qui est emprisonné après avoir ignoré des ordonnances allemandes, du Père Jean Fleury, aumônier des tziganes, reconnu en 1964 le premier comme Juste parmi les nations en France,, et du rabbin Élie Bloch (jusqu’à son arrestation) qui se dépensent également sans compter pour les internés.

## Sources
- Yannick Deport, « Le camp de Poitiers », sur Vienne.Résistance.Internement.Déportation, 5 janvier 2004
- Le camp d'internement de Poitiers, dit de la route de Limoges. dimanche 2 août 2015. Nouveau Parti Anticapitaliste. Comité de la Vienne.
- Denys Frétier. Survivante du camp de la route de Limoges. La Nouvelle République. 1er juin 2017.